# Фокин, Алексей Русланович
Алексе́й Русла́нович Фо́кин (род. 31 января 1973 года,  Солнечногорск, Московская область, СССР) — российский религиовед, богослов, патролог и переводчик, специалист по философской теологии, истории христианской философии, патрологии. Доктор философских наук (2013), доцент. Член Экспертного совета Высшей аттестационной комиссии при Министерстве образования и науки Российской Федерации по теологии.

## Биография
Родился 31 января 1973 года в г. Солнечногорске Московской области в семье инженеров.
В 2000 году окончил Российский православный университет святого Иоанна Богослова по специальностям «богословие» и «религиоведение».
В 2000—2009 годы преподавал философию Средних веков, патрологию и догматическое богословие в РПУ святого Иоанна Богослова, Библейско-богословском институте святого апостола Андрея и Московском государственном лингвистическом университете.
В 2005 году окончил аспирантуру Института философии РАН по специальности «история философии» и под научным руководством В. П. Гайденко защитил диссертацию на соискание учёной степени кандидата философских наук по теме «Христианский платонизм Мария Викторина» (специальность 09.00.03 «История философии»). Официальные оппоненты — доктор философских наук Ю. А. Шичалин и кандидат философских наук А. М. Шишков. Ведущая организация — ГУ — ВШЭ.
С мая 2005 года по настоящее время — старший научный сотрудник сектора философии религии Института философии РАН.
1 октября 2013 года в Институте философии РАН защитил диссертацию на соискание учёной степени доктора философских наук по теме «Античная философия и формирование тринитарной доктрины в латинской патристике» (специальность 09.00.03 «История философии»). Официальные оппоненты  — доктор философских наук, доцент В. В. Петров, доктор философских наук, профессор В. Я. Саврей, доктор философских наук, профессор Ю. А. Шичалин. Ведущая организация — РХГА.
Доцент кафедры систематического богословия и патрологии Православного Свято-Тихоновского гуманитарного университета.
Заведующий кафедрой богословия Общецерковной аспирантуры и докторантуры имени святых равноапостольных Кирилла и Мефодия.
Преподаватель кафедры метафизики и сравнительной теологии Государственного академического университета гуманитарных наук.
Преподаватель кафедры богословия Московской духовной академии.
Главный редактор Центра библейско-патрологических исследований Синодального отдела по делам молодёжи Русской православной церкви.
Член Синодальной библейско-богословской комиссии Русской православной церкви.
Член редакционной коллегии международного периодического издания «Философия религии. Альманах».
Член редакционной комиссии по подготовке учебника «Основы православной культуры».
Член объединённого диссертационного совета Д 999.073.04 по теологии Общецерковной аспирантуры и докторантуры имени святых равноапостольных Кирилла и Мефодия, Православного Свято-Тихоновского гуманитарного университета, Московского государственного университета имени М. В. Ломоносова и Российской академии народного хозяйства и государственной службы при Президенте Российской Федерации.

## Семья
В 1997 году женился.
В 1998 году родилась дочь.

## Отзывы
Протодиакон А. В. Кураев вспоминает про А. Р. Фокина: 
Сейчас, слава Богу, в нашей Церкви выросла группа богословски эрудированных людей. В начале 90-х годов я был одним из создателей Российского Православного университета, деканом его философско-богословского факультета. Соответственно, у меня появилась возможность создать университет своей мечты. Говорят, каждый писатель пишет ту книжку, которую он мечтал бы просто прочитать. Так и я: создавал университет, в котором сам мечтал бы учиться. Более того, был один человек, который помогал деньгами, и благодаря ему я мог приглашать штучно профессоров, у которых и сам готов был слушать лекции. И вот они для моих ребят читали.
При этом план можно было верстать под свой вкус. Ну, например: оказалось, на философском факультете МГУ в те годы курс античной философии занимал один семестр. Я же как декан нового университета отдаю два учебных года только на античную философию. При этом параллельно студенты зубрят латынь и древнегреческий.
И вот однажды в начале их второго курса по ходу лекции я говорю: у Аристотеля есть вот такой термин, и он имеет вот такой смысл. Ребята бурно не соглашаются: «Нет, отец Андрей, вы спутали». Я говорю: «Да нет же!». Они настаивают, цитируют, причем по-гречески. Я понимаю, что они правы. И, конечно, мне неудобно, что перед своими же студентами я в некотором смысле потерял лицо. И ребята это тоже понимают. И один из них бросается меня утешать: «Вы, отец Андрей, не переживайте так, мы всё понимаем. Мы же понимаем, что вам негде было получить нормальное образование!».
И от его слов у меня просто Пасха на душе настала. Ведь именно ради этих слов мы этот университет и создавали. Теперь у меня дома есть целая полочка с книгами этого мальчика, который тогда вот так вот меня утешил. Из него вырос замечательный патролог, богослов. Слава Богу, есть люди, выросли, поэтому в этом смысле я совсем не незаменим.

## Публикации
- Христианский платонизм Мария Викторина / диссертация ... кандидата философских наук : 09.00.03. — М.: Институт философии РАН, 2005. — 171 с. (недоступная ссылка)
- Античная философия и формирование тринитарной доктрины в латинской патристике / диссертация ... доктора философских наук : 09.00.03. — М.: Институт философии РАН, 2013. — 472 с.
- Античная философия и формирование тринитарной доктрины в латинской патристике / автореферат дис. ... доктора философских наук : 09.00.03. — М.: Институт философии РАН, 2013. — 58 с.

- Латинская патрология. — М.: Греко-латинский Кабинет; Наука, 2005. — Т. I. Период первый. Доникейская латинская патрология (150 – 325 гг.). — 368 с.
- Христианский платонизм Мария Викторина. — М.: Институт философии РАН, Центр библейско-патрологических исследований, Империум Пресс, 2007. — 255 с.
- Иероним Стридонский: библеист, экзегет, теолог. — М.: Центр библейско-патрологических исследований при Отделе по делам молодежи Русской Православной Церкви, 2010. — 224 с.
- Формирование тринитарной доктрины в латинской патристике. — М.: Общецерковная аспирантура и докторантура им. святых Кирилла и Мефодия, 2014. — 783 с. — (Патристические исследования и переводы). — ISBN 978-5-9065-4306-6.

- Преложение Святых Даров в таинстве Евхаристии по учению свт. Иоанна Златоуста // Альфа и Омега. 1996. — № 2/3 (9/10). — С. 117—130
  - Преложение Святых Даров в таинстве Евхаристии по учению святителя Иоанна Златоуста // Патристика: новые переводы, статьи / авт. предисл. А. Сидоров; общ. ред. М. Журинская. — Нижний Новгород : Изд. Братства св. кн. Александра Невского, 2001. — 360 с. — С. 342—359.
- Из истории западного богословия: Триадология Мария Викторина // Альфа и Омега. — 2000. — № 1 (23). — С. 366–383.
- Из истории западного богословия: блаженный Августин Иппонский // Альфа и Омега. 2000. — № 2 (24). — С. 369—392
- Из истории западного богословия: Святитель Лев Великий // Альфа и Омега. — 2000. — № 3 (25). — С. 378—388.
- Учение Оригена о Логосе и логосах // Богословский сборник Православного Свято-Тихоновского Богословского Института. — 2001. — № 8. — С. 197–226.
- Преложение Св. Даров в таинстве Евхаристии по учению Святого Иоанна Златоуста // Сборник: Патристика. Новые переводы, статьи. Издательство братства во имя св. князя Александра Невского. — Н. Новгород, 2001. — С. 342—359.
- Текстологическое сопоставление Синодального перевода Нового Завета и издания Nestle-Alanda’a // Альфа и Омега. — 2001. — № 2 (28). — С. 12–29.
- Из истории западного богословия: Ансельм Кентерберийский // Альфа и Омега. 2001. — № 2 (28). — С. 379—389
- Из истории западного богословия: Амвросий Медиоланский // Альфа и Омега. 2001. — № 3 (29) — С. 369—380
- Семитизмы в Новом Завете // Альфа и Омега. — 2001. — № 4 (30). — С. 38–49.
- Подготовка научного издания Евангелия от Иоанна // Альфа и Омега. 2001. — 1 (31) — С. 376-?
- Семитизмы в Новом Завете // Альфа и Омега. — 2001. — № 2 (32). — С. 23–36.
- Из истории западного богословия: Фульгенций Руспицийский (468—533) // Альфа и Омега. 2002. — № 2 (32) — С. 351—358
- Из истории западного богословия: Бонавентура // Альфа и Омега. 2002. — № 3 (33). — С. 343—362
- Из истории западного богословия: Бернард Клервоский // Альфа и Омега. 2002. — № 4 (34). — С. 364—383
- Фульгенций Руспийский // Альфа и Омега. — 2002. — № 32. — С. 351–358.
- Тринитарное учение Августина в свете православной триадологии IV века // Материалы международной богословско-философской конференции «Пресвятая Троица». — М., 2002. — С. 140–171.
- Из истории западного богословия: Богословие Досточтимого Беды // Альфа и Омега. 2003. — № 1 (35). — С. 365—376
- Учение о богодухновенности Священного Писания в Древней Церкви (I-V вв.) // Альфа и Омега. — 2003. — № 2 (36). — С. 45–64.
  - Учение о богодухновенности Священного Писания в Древней Церкви (I—V вв.) // Православие и Библия сегодня. Сборник статей. — Киев, 2006. — С. 92-135
- Преподобный Иоанн Кассиан // Альфа и Омега. 2003. — № 3 (37). — С. 78-101
- Из истории западного богословия: Проспер Аквитанский // Альфа и Омега. 2003. — № 4 (38). — С. 337—352
- Тертуллиан о должностях и служениях в Древней Церкви // Православное учение о церкви: богословская конференция Русской Православной Церкви (Москва, 17-20 ноября 2003 г.): Материалы.. — М.: Синодальная Богословская комиссия, 2004.
- Богословие святителя Григория Великого // Альфа и Омега. — № 3 (41). — С. 129–153.
- Преподобный Иоанн Кассиан // Арелатские проповедники V-VI вв. Сборник исследований и переводов.. — М.: Империум пресс, 2005. — С. 330—361.
- Проспер Аквитанский // Арелатские проповедники V-VI вв.: сборник исследований и переводов. — М.: Империум пресс, 2005. — С. 362—382.
- Краткий очерк учения блаженного Августина о соотношении свободного человеческого действия и Божественной благодати в спасении (по сочинениям 386-397 гг.) // Блаженный Августин Трактаты о различных вопросах. — М.: Империум пресс, 2005. — С. 8—40.
- Учение свт. Григория Великого о духовном совершенстве и богопознании // Материалы XV ежегодной богословской конференции Православного Свято-Тихоновского Гуманитарного Университета. — М., 2005. — С. 10.
- Доказательства бытия Божия в античной философии и христианском богословии // Вестник Православного Свято-Тихоновского Гуманитарного Университета. Богословие. Философия. — М.: ПСТГУ, 2006. — Т. 1 (15). — С. 30—51.
- Ранняя версия христианской теодицеи: Тертуллиан о происхождении и природе зла // Материалы международной конференции Проблема зла и теодицеи. 6–9 июня 2005 года. — М.: ИФ РАН, 2006. — С. 202—213.
- Естественное и сверхъестественное богословие у св. Григория Нисского // Философия религии: Альманах. — М.: Наука, 2007. — Вып. I. — С. 264—281.
- Естественная теология в латинской патристике // Философия религии: Альманах. — М.: Наука, 2007. — Вып. I. — С. 282—301.
- Истоки средневекового учения о чистилище в западной патристике III–VII вв // Материалы международной конференции Эсхатологическое учение Церкви (Москва, 14–17 ноября 2005 г.). — М., 2007. — С. 340—348.
- Богословие святителя Афанасия Великого // Патристика: Труды отцов церкви и патрологические исследования. — Нижний Новгород : Христианская библиотека, 2007. — 436 с. — С. 352—377
- Античная метафизика и христианская теология в трактатах Мария Викторина // Диалог со временем. Альманах интеллектуальной истории. — 2008. — № 22. — С. 34–53.
- Боэций о человеческой свободе // Философия и культура. — 2008. — № 3. — С. 44—47.
- Проблема соотношения души и духа в греческой и латинской патристике // Человек. — 2009. — № 3. — С. 82–92.
- Первые систематические изложения христианской догматики на Западе в V–VII вв.: от Августина до Исидора Севильского // Материалы XIX ежегодной богословской конференции Православного Свято-Тихоновского Гуманитарного Университета. — М., 2009. — Т. 1. — С. 31—36.
- Характерные черты религиозного знания в православной традиции // Философия и культура. — 2009. — № 18. — С. 94—99.
- Античная метафизика и христианская теология в трактатах Мария Викторина // Интеллектуальные традиции античности и средневековья / Под ред. М. С. Петровой. — М.: Институт всеобщей истории РАН, Институт философии РАН, 2010. — С. 69–106.
- Элементы апофатической теологии в трудах Мария Викторина // Историко-философский ежегодник, 2010. — М.: Институт философии РАН, 2010. — С. 53–68.
- Боэций и его трактат «О кафолической вере» // История философии. — М.: Институт философии РАН, 2010. — № 15. — С. 5–14.
- Различные патристические подходы к вопросу о происхождении человеческой души // Философия и культура. — 2010. — № 9/33. — С. 41–50.
- Западные отцы и учители Церкви о Таинстве Брака // Материалы международной конференции «Православное учение о церковных Таинствах» (Москва, 13–16 ноября 2007 г.). — М., 2010. — Т. 3. — С. 77—89.
- Решение тринитарной проблемы в западной патристике: Марий Викторин, Августин, Боэций // Философия и культура. — 2011. — № 42. — С. 99—106.
- Догмат о воскресении мертвых по ранним латинским апологиям // XXI Ежегодная Богословская Конференция ПСТГУ: Материалы. — М., 2011. — Т. 1. — С. 119—124
- Эволюция взглядов Августина на соотношение свободного человеческого действия и божественной благодати в сочинениях 386—397 гг. // XXI Ежегодная Богословская Конференция ПСТГУ: Материалы. — М., 2011. Т. 1. — С. 11-17
- Учение об «умопостигаемой триаде» в неоплатонизме и патристике (часть 1) // Вестник Православного Свято-Тихоновского Гуманитарного Университета. Серия I: Богословие. Философия. — М.: ПСТГУ, 2011. — № 37. — С. 7—22.
- Учение об «умопостигаемой триаде» в неоплатонизме и патристике (часть 2) // Вестник Православного Свято-Тихоновского Гуманитарного Университета. Серия I: Богословие. Философия. — М.: ПСТГУ, 2011. — № 38. — С. 7—29.
- Рациональные методы обоснования Божественной Троичности в западной и восточной патристике // Философия религии: Альманах. — М.: Восточная литература, 2011. — Вып. III. — С. 95–115.
- Философская теология в латинской патристике: трактат Мария Викторина «Против Ария» // Философия религии: Альманах. — М.: Восточная литература, 2011. — Вып. III. — С. 276—285.
- Rational Methods in Latin Patristic Trinitarian Theology // The Functions and the Limits of Reason in Dogmatic Theology. Papers of the Third International Symposium of the I. A. O. D. T. Thessaloniki, 23-26 of June 2011. Arad, 2012. — P. 68-83
- Models of the Trinity in Patristic Theology // Philosophical Theology and the Christian Tradition: Russian and Western Perspectives / Ed. D. Bradshaw. Washington, 2012. — P. 31-51
- Elements of Apophatic Theology in Writings of Marius Victorinus // Silenzio e parola nella Patristica. XXXIX incontro di studiosi dell’antichità cristiana (Roma, 6-8 maggio 2010). (Studia Ephemeridis Augustinianum, 127). Roma, 2012. — P. 509—519.
- Элементы учения об обожении в латинской патристике // Вестник Православного Свято-Тихоновского Гуманитарного Университета. Серия I: Богословие. Философия. — М.: ПСТГУ, 2012. — № 44. — С. 7—20.
- Тринитарное богословие блаженного Августина: обзор современных исследований и концепций. Часть I // Богослов.ру. — 15.05.2012.
- Тринитарное богословие блаженного Августина: обзор современных исследований и концепций. Часть II // Богослов.ру. — 23.05.2012.
- Тринитарное богословие блаженного Августина: обзор современных исследований и концепций. Часть III // Богослов.ру. — 31.05.2012.
- The Relationship between Soul and Spirit in Greek and Latin Patristic Thought // Faith and Philosophy. Journal of the Society of Christian Philosophers. — Wilmore. — Vol. 26. №. 5. Special Issue. — P. 599–614.
- Models of the Trinity in Patristic Theology // Philosophical Theology and the Christian Tradition: Russian and Western Perspectives. — Washington, 2012. — Vol. 26. — P. 31–51.
- Les methods rationnelles dans la théologie trinitaire de la patristique latine // Contacts. Revue française de l’orthodoxie. — 2013. — Vol. 241. — P. 44–57.
- Краткое жизнеописание святителя Амвросия Медиоланского // Святитель Амвросий Медиоланский. Собрание творений. — М., 2012. Т. 1. — С. 18-25
- Экзегеза блаженного Иеронима Стридонского: между Александрией и Антиохией // XXII Ежегодная Богословская Конференция ПСТГУ: Материалы. — М., 2012. Т. 1. — С. 413—419
- Прав ли был Теодор де Реньон? // Православный Собеседник. — Вып. 23. Казань, 2013. — С. 174—182
- Современные дискуссии о патристическом тринитаризме: парадигма Теодора де Реньона, ее сторонники и критики // Философия религии: Альманах. Выпуск IV. Восточная литература. — М., 2013. — С. 62-84
- The Doctrine of the ‘Intelligible Triad’ in Neoplatonism and Patristics // Studia Patristica LVIII. Vol. 6. Leuven-Paris-Walpole, 2013. — P. 45-71
- Учение об «умопостигаемой триаде» в теологии и космологии Максима Исповедника // Материалы кафедры богословия МДА, 2012—2013 гг. СПос., 2013. — С. 148—178
- Les methods rationnelles dans la théologie trinitaire de la patristique latine // Contacts. Revue française de l’orthodoxie. 2013. Vol. 241. — P. 44-57
- Учение блаженного Августина о «двойном исхождении» Святого Духа и его философское обоснование // Христианское чтение. 2014. — № 5. — С. 8-29
- The Doctrine of Deification in Western Fathers of the Church: A Reconsideration // Wiener Patristische Tagungen. Bd. XXXVII. Wien, 2014. — S. 207—220
- Антиарианская полемика блаж. Августина: De Trinitate V 3.4 — 14.15 и концепция относительной предикации Лиц // Communio et traditio: Кафолическое единство Церкви в раннехристианскую эпоху / Ред. Г. Е. Захаров. — М., 2014. — С. 123—133
- Апокатастасис в сирийской христианской традиции: Евагрий и Исаак // Преподобный Исаак Сирин и его духовное наследие. Материалы Первой международной патристической конференции Общецерковной аспирантуры и докторантуры им. свв. Кирилла и Мефодия. Москва, 10-11 октября 2013 г. — М., 2014. — С. 173—187
- Роль античной философии в эволюции ранней тринитарной мысли Аврелия Августина // Философия и культура. 2014. — № 1 (73). — С. 108—122
- Augustine’s Paradigm: ab exterioribus ad interiora, ab inferioribus ad superiora in Western and Eastern Christian Mysticism // European Journal for Philosophy of Religion. Vol. 7. No. 2. 2015. — P. 81-107
- Послание Августина к Павлине и его учение о видении Бога // Философия религии. Альманах. — М.: ИФРАН, 2015. — С. 295—307
- Парадигма Августина: ab exterioribus ad interiora, ab inferioribus ad superiora в христианской мистике Запада и Востока // Философия религии. Альманах. — М.: ИФРАН, 2015. — С. 72-105
- Зрительный акт как аналогия происхождения Ума (Плотин — Марий Викторин — Августин) // Платоновские Исследования III (2015/2). — М.-СПб., 2015. — С. 117—146
- Apocatastasis in the Syrian Christian Tradition: Evagrius and Isaac // St Isaac the Syrian and his spiritual legacy: Proceedings from the International Patristics Conference, October 10-11, 2013, Moscow. — New York: SVS Press, 2015. — P. 123—134.
- Учение о «двойном исхождении» Святого Духа в латинской богословской традиции (с конца II века до времен свт. Фотия) // Святитель Фотий, патриарх Константинопольский. Антилатинские сочинения / Ред. А. Р. Фокин, М. Г. Калинин. — М.: Общецерковная аспирантура и докторантура им. свв. Кирилла и Мефодия, 2015. — С. 50-92
- Аристотелевские категории в латинской тринитарной теологии (Марий Викторин, Августин, Боэций) // Философский журнал. 2016. Т. 9. — № 1. — С. 100—119
- Учение Аврелия Августина о внутреннем слове // Блаженный Августин и августинизм в западной и восточной традициях. — М., 2016. — С. 18-31
- Премудрость Божия как Ars Dei у блаж. Августина: между неоплатонизмом и христианством // Вестник ПСТГУ. Сер. II «История. История Русской Православной Церкви». 2016. — Вып. 5 (72). — С. 9-19.
- Модусы сущего и не сущего у Мария Викторина // Платон. исслед. 2016. Т. IV. — № 1. — С. 76-97.
- Аристотелевские категории в латинской тринитарной теологии (Марий Викторин, Августин, Боэций) // Философский журнал / Philosophy Journal. 2016. — Т. 9. — № 1. — С. 100—133.
- Зарождение тринитарной метафизики на христианском Западе в IV—IX вв. // Христианcкое чтение. 2016. — № 3. — С. 10-32.
- Учение Аврелия Августина о внутреннем слове // Блаженный Августин и августинизм в западной и восточной традициях. — М., 2016. — С. 18-31.
- Исход 3:14 в латинской экзегетической традиции // Современная библеистика и Предание Церкви : Материалы VII Международной богословской конференции Русской Православной Церкви: москва, 26-28 ноября 2013 г. / Общецерковная аспирантура и докторантура им. свв. Кирилла и Мефодия ; Под общей ред. митр. Илариона (Алфеева) ; Ответств. ред. М. Г. Селезнев ; Науч. ред.: Р. А. Адамянц, Л. В. Шуляков. — М. : Общецерковная аспирантура и докторантура им. свв. Кирилла и Мефодия, 2016. — 615 с. — С. 343—355
- Концепции «единения», «растворения» и «обожения» в мистике св. Максима Исповедника // Философия религии: аналитические исследования. 2017. — № 1. — С. 30-66.
- Трансформация аристотелевских категорий в теологии и космологии Максима Исповедника // Философский журнал, 2017. — Т. 10. — № 2. — С. 38-61.
- Act of Vision as an Analogy of the Proceeding of the Intellect from the One in Plotinus and of the Son and the Holy Spirit from the Father in Marius Victorinus and St. Augustine // Studia Patristica. Vol. LXXV. Leuven-Paris-Walpole, 2017. — P. 55-67.
- The Wisdom of God as Ars Dei in St. Augustine: Between Neo-Platonism and Christianity // Wiener Patristische Tagungen VII. Bd. XL. Wien, 2017. — P. 259—268.
- Доктрина Божественной простоты: исторические формы и современные дискуссии // Труды кафедры богословия СПБДА 2018. — № 1 (2). — С. 60-96 (DOI: 10.24411/2541-9587-2018-10005).
- Духовная рассудительность у прп. Иоанна Кассиана и в западной аскетической традиции V—VI веков // Христианское Чтение. 2018. — № 5. — С. 62-72 (DOI: 10.24411/1814-5574-2018-10108).
- «Intellegentia simplicitatis»: доктрина Божественной простоты у Мария Викторина, ее философские источники и богословское значение // Вестник ПСТГУ. Серия I: Богословие. Философия. Религиоведение. 2018. — Вып. 78. — С. 28-46
- Принцип самораспространения блага: от Платона до Бонавентуры // Философский журнал. 2018. — Т. 11. — № 3. — С. 88-105 (DOI: 10.21146/2072-0726-2018-11-3-88-105).
- Аристотелевское учение о душе в трактате Немесия Эмесского «О природе человека»: критика и рецепция // Богословский вестник Московской Духовной Академии. 2018. — № 30. — Вып. 3. — С. 97-131.
- Теория «богодухновенного перевода» и ее критика у блж. Иеронима Стридонского // Христианское чтение. 2019. — № 4. — С. 77-98.
- Тринитарный субординационизм Оригена: опыт переосмысления // Вопросы богословия. 2019. Т. 1. — № 1. — C. 66-92
- Рождение Сына по природе или по воле? Некоторые соображения по поводу тринитарного учения св. Ефрема Сирина в контексте антиарианской полемики // Преподобный Ефрем Сирин и его духовное наследие. — М., 2019. C. 142—158.
- Аргумент от sensus divinitatis и исторический аргумент в пользу существования Бога в истории патристической мысли // Труды кафедры богословия СПБДА. 2019. — № 1 (3). C. 17-32.
- Il discernimento spirituale in Giovanni Cassiano e nella tradizione ascetica occidentale dei secoli V—VI. — P. 99-115 Discernimento e vita Cristiana. Atti del XXVI Convegno ecumenico internazionale di spiritualita ortodossa. Bose, 5-8 settembre 2018 / Ed. L. Cremaschi, A. Mainardi. — Magnano, 2019.
- Критика и апология учения о «подобосущии» в латинской патристике IV века: Марий Викторин versus Иларий Пиктавийский // Вестник ПСТГУ. Серия I: Богословие. Философия. Религиоведение. 2019. — Вып. 85. — С. 31-51
- Шестоднев Беды: обстоятельства создания и характерные особенности // Сочинения Беды Досточтимого и интеллектуальные традиции его эпохи / Под ред. М. С. Петровой. — М.: Издательство «Аквилон», 2020. — С. 491‒494.
- Почему свт. Ириней отверг философское учение о Логосе? К вопросу об антигностической направленности триадологии Лионского святителя // Святитель Ириней Лионский в богословской традиции Востока и Запада. — М.: Общецерковная аспирантура и докторантура им. свв. Кирилла и Мефодия, 2020. — С. 330‒348. ISBN 978-5-906960-51-1. Тираж 1000 экз.
- Литературное наследие Беды // Сочинения Беды Досточтимого и интеллектуальные традиции его эпохи / Под ред. М. С. Петровой. — М.: Издательство «Аквилон», 2020. — С. 9‒29. ISBN 978-5-906578-51-8. Тираж 600 экз.
- Аристотелевская концепция промысла в свидетельствах античных и раннехристианских авторов // Вестник ПСТГУ. Серия I: Богословие. Философия. Религиоведение. 2020. — Вып. 91. — С. 31-51.
- Учение Плотина о мышлении и сознании Единого и его ближайшие аналоги // Вопросы философии. 2020. — № 9. — С. 189‒200. (DOI: 10.21146/0042-8744-2020-9-189-200)
- Метафизика Божественного мышления у Мария Викторина и ее философские источники. Приложение. Марий Викторин. Против Ария. Книга четвертая, или «О единосущии» (пер. с латинского и коммент. А. Р. Фокина) // Философия религии: Аналитические исследования 2020. — Том 4. — Номер 2. — С. 91‒128. (DOI: 10.21146/2587-683X-2020-4-2-91-128)

- Абеляр // Православная энциклопедия. — М., 2000. — Т. I : А — Алексий Студит. — С. 41—43. — 40 000 экз. — ISBN 5-89572-006-4.
- Августин Иппонский // Православная энциклопедия. — М., 2000. — Т. I : А — Алексий Студит. — С. 93—109. — 40 000 экз. — ISBN 5-89572-006-4. (соавторы: Степанцов С. А., Фокин А. Р., Лебедев Э. Н., Двоскина Е. М., Э. Н. М., Э. Н. И.)
- Аврелий // Православная энциклопедия. — М., 2000. — Т. I : А — Алексий Студит. — С. 184. — 40 000 экз. — ISBN 5-89572-006-4.
- Австремоний // Православная энциклопедия. — М., 2000. — Т. I : А — Алексий Студит. — С. 190. — 40 000 экз. — ISBN 5-89572-006-4.
- Авундий // Православная энциклопедия. — М., 2000. — Т. I : А — Алексий Студит. — С. 210-211. — 40 000 экз. — ISBN 5-89572-006-4.
- Агапит // Православная энциклопедия. — М., 2000. — Т. I : А — Алексий Студит. — С. 224. — 40 000 экз. — ISBN 5-89572-006-4.
- Адопцианство // Православная энциклопедия. — М., 2000. — Т. I : А — Алексий Студит. — С. 310-311. — 40 000 экз. — ISBN 5-89572-006-4. (соавтор: Н. Д. Прокофьева)
- Альберт Великий // Православная энциклопедия. — М., 2001. — Т. II : Алексий, человек Божий — Анфим Анхиальский. — С. 72—75. — 40 000 экз. — ISBN 5-89572-007-2. (соавторы: Усков Н. Ф.)
- Амвросий Медиоланский // Православная энциклопедия. — М., 2001. — Т. II : Алексий, человек Божий — Анфим Анхиальский. — С. 119—135. — 40 000 экз. — ISBN 5-89572-007-2. (Скурат К. Е., Грацианский М. В., Э. П. С., Лебедев С. Н., Никифорова А. Ю., Заиграйкина С. П.)
- Ансельм Кентерберийский // Православная энциклопедия. — М., 2001. — Т. II : Алексий, человек Божий — Анфим Анхиальский. — С. 480—482. — 40 000 экз. — ISBN 5-89572-007-2.
- Ancilla theologiae // Православная энциклопедия. — М., 2001. — Т. III : Анфимий — Афанасий. — С. 14. — 40 000 экз. — ISBN 5-89572-008-0.
- Иером. Дионисий (Шлёнов), Фокин А. Р. Ареопагитики // Православная энциклопедия. — М., 2001. — Т. III : Анфимий — Афанасий. — С. 195—214. — 40 000 экз. — ISBN 5-89572-008-0.
- Арнобий Старший // Православная энциклопедия. — М., 2001. — Т. III : Анфимий — Афанасий. — С. 378. — 40 000 экз. — ISBN 5-89572-008-0.
- Афанасий I Великий // Православная энциклопедия. — М., 2002. — Т. IV : Афанасий — Бессмертие. — С. 22—49. — 39 000 экз. — ISBN 5-89572-009-9. (соавторы: Никифоров М. В., Э. П. С., Лосева О. В., Венцель О. В., Герасименко Н. В.)
- Беда Достопочтенный // Православная энциклопедия. — М., 2002. — Т. IV : Афанасий — Бессмертие. — С. 426—432. — 39 000 экз. — ISBN 5-89572-009-9.
- Бернард Клервоский // Православная энциклопедия. — М., 2002. — Т. IV : Афанасий — Бессмертие. — С. 670—676. — 39 000 экз. — ISBN 5-89572-009-9.
- Беренгарий Турский // Православная энциклопедия. — М., 2002. — Т. IV : Афанасий — Бессмертие. — С. 652—655. — 39 000 экз. — ISBN 5-89572-009-9.
- Бонавентура // Православная энциклопедия. — М., 2002. — Т. V : Бессонов — Бонвеч. — С. 689—697. — 39 000 экз. — ISBN 5-89572-010-2.
- Благо // Православная энциклопедия. — М., 2002. — Т. V : Бессонов — Бонвеч. — С. 233—249. — 39 000 экз. — ISBN 5-89572-010-2. (соавторы: Шичалин Ю. А., Свящ. Дионисий Лобов, Хлебников Г. В., Казарян А. Т.)
- Боэций // Православная энциклопедия. — М., 2003. — Т. VI : Бондаренко — Варфоломей Эдесский[англ.]. — С. 118—126. — 39 000 экз. — ISBN 5-89572-010-2. (соавтор: Герцман Е. В.)
- Валафрид Страбон // Православная энциклопедия. — М., 2003. — Т. VI : Бондаренко — Варфоломей Эдесский[англ.]. — С. 513—515. — 39 000 экз. — ISBN 5-89572-010-2.
- Викентий Леринский // Православная энциклопедия. — М., 2004. — Т. VIII : Вероучение — Владимиро-Волынская епархия. — С. 416—418. — 39 000 экз. — ISBN 5-89572-014-5.
- Викторин Марий // Православная энциклопедия. — М., 2004. — Т. VIII : Вероучение — Владимиро-Волынская епархия. — С. 447—458. — 39 000 экз. — ISBN 5-89572-014-5.
- Викторин Петавский // Православная энциклопедия. — М., 2004. — Т. VIII : Вероучение — Владимиро-Волынская епархия. — С. 458—461. — 39 000 экз. — ISBN 5-89572-014-5.
- Вильгельм из Шампо // Православная энциклопедия. — М., 2004. — Т. VIII : Вероучение — Владимиро-Волынская епархия. — С. 495—499. — 39 000 экз. — ISBN 5-89572-014-5.
- Воплощение // Православная энциклопедия. — М., 2005. — Т. IX : Владимирская икона Божией Матери — Второе пришествие. — С. 326—362. — 39 000 экз. — ISBN 5-89572-015-3. (соавтор: Э. П. Б., Говорун С. Н., Лукашевич А. А.)
- Геннадий Марсельский // Православная энциклопедия. — М., 2005. — Т. X : Второзаконие — Георгий. — С. 616—620. — 39 000 экз. — ISBN 5-89572-016-1.
- Гильберт Порретанский // Православная энциклопедия. — М., 2006. — Т. XI : Георгий — Гомар. — С. 468-473. — 39 000 экз. — ISBN 5-89572-017-X.
- Григорий I Великий // Православная энциклопедия. — М., 2006. — Т. XII : Гомельская и Жлобинская епархия — Григорий Пакуриан. — С. 612—632. — 39 000 экз. — ISBN 5-89572-017-X. (соавторы: Турилов А. А., Зайцев Д. В., Афиногенова О. Н., Э. П. Л., Шевченко Э. В., Облицова Т. Ю.)
- Григорий Нисский // Православная энциклопедия. — М., 2006. — Т. XII : Гомельская и Жлобинская епархия — Григорий Пакуриан. — С. 480—522. — 39 000 экз. — ISBN 5-89572-017-X. (соавторы: Литвинова Л. В., Турилов А. А., Э. П. А., Лукашевич А. А., Шевченко Э. В.)
- Григорий Эльвирский // Православная энциклопедия. — М., 2006. — Т. XII : Гомельская и Жлобинская епархия — Григорий Пакуриан. — С. 528—531. — 39 000 экз. — ISBN 5-89572-017-X.
- Гуго Сен-Викторский // Православная энциклопедия. — М., 2006. — Т. XII : Гомельская и Жлобинская епархия — Григорий Пакуриан. — С. 414—424. — 39 000 экз. — ISBN 5-89572-017-X.
- Дамас I // Православная энциклопедия. — М., 2006. — Т. XIII : Григорий Палама — Даниель-Ропс. — С. 671—676. — 39 000 экз. — ISBN 5-89572-022-6. (соавторы: Шаталов О. В., Шаталов Р. О.)
- Дионисий Малый // Православная энциклопедия. — М., 2007. — Т. XV : Димитрий — Дополнения к „Актам Историческим“. — С. 349—352. — 39 000 экз. — ISBN 978-5-89572-026-4. (соавтор: Кузенков П. В.)
- Добродетель // Православная энциклопедия. — М., 2007. — Т. XV : Димитрий — Дополнения к „Актам Историческим“. — С. 472-486. — 39 000 экз. — ISBN 978-5-89572-026-4. (часть статьи; в соавторстве с архимандритом Платоном (Игумновым))
- Доказательства бытия Божия // Православная энциклопедия. — М., 2007. — Т. XV : Димитрий — Дополнения к „Актам Историческим“. — С. 555—573. — 39 000 экз. — ISBN 978-5-89572-026-4. (соавтор: Казарян А. Т.)
- Душа // Православная энциклопедия. — М., 2008. — Т. XVII : Евангелическая церковь чешских братьев — Египет. — С. 440—502. — 39 000 экз. — ISBN 978-5-89572-030-1. (часть статьи)
- Евагрий Понтийский // Православная энциклопедия. — М., 2007. — Т. XVI : Дор — Евангелическая церковь союза. — С. 557-581. — 39 000 экз. — ISBN 978-5-89572-028-8. (соавтор: Дунаев А. Г.)
- Епифаний Кипрский // Православная энциклопедия. — М., 2008. — Т. XVIII : Египет древний — Эфес. — С. 557—581. — 39 000 экз. — ISBN 978-5-89572-032-5. (соавтор: Фокин А. Р., Макаров Е. Е., Э. В. Ш.)
- Естественная теология // Православная энциклопедия. — М., 2008. — Т. XVIII : Египет древний — Эфес. — С. 696—716. — 39 000 экз. — ISBN 978-5-89572-032-5. (часть статьи)
- Жизнь // Православная энциклопедия. — М., 2008. — Т. XIX : Ефесянам послание — Зверев. — С. 195—246. — 39 000 экз. — ISBN 978-5-89572-034-9. (часть статьи)
- Зло // Православная энциклопедия. — М., 2009. — Т. XX : Зверин в честь Покрова Пресвятой Богородицы женский монастырь — Иверия. — С. 205—265. — 39 000 экз. — ISBN 978-5-89572-036-3. (Пономарёв А. В., Михайлов П. Б., Серёгин А. В., Смирнов Д. В., Судаков А. К., Шохин В. К., Казарян А. Т.)
- Зинон, епископ Веронский // Православная энциклопедия. — М., 2009. — Т. XX : Зверин в честь Покрова Пресвятой Богородицы женский монастырь — Иверия. — С. 165—174. — 39 000 экз. — ISBN 978-5-89572-036-3.
- Иероним Стридонский // Православная энциклопедия. — М., 2009. — Т. XXI : Иверская икона Божией матери — Икиматарий. — С. 336—375. — 39 000 экз. — ISBN 978-5-89572-038-7. (часть статьи)
- Иларий Пиктавийский // Православная энциклопедия. — М., 2009. — Т. XXII : Икона — Иннокентий. — С. 77—110. — 39 000 экз. — ISBN 978-5-89572-040-0. (соавторы: Королёв А. А., Э. П. И., Масиель Санчес Л. К.)
- Иоанн Дамаскин // Православная энциклопедия. — М., 2010. — Т. XXIV : Иоанн Воин — Иоанна Богослова Откровение. — С. 27—66. — 39 000 экз. — ISBN 978-5-89572-044-8. (соавторы: Лаут Э., О. Н. А., Моисеева С. А., Турилов А. А., Макаров Е. Е., Герасименко Н. В., Орецкая И. А.)
- Иоанн Златоуст. Часть I // Православная энциклопедия. — М., 2010. — Т. XXIV : Иоанн Воин — Иоанна Богослова Откровение. — С. 159—205. — 39 000 экз. — ISBN 978-5-89572-044-8. (соавторы: Казачков Ю. А., Зайцев Д. В., Войку С., Пролыгина И. В.)
- Иоанн Златоуст. Часть II // Православная энциклопедия. — М., 2010. — Т. XXIV : Иоанн Воин — Иоанна Богослова Откровение. — С. 205—250. — 39 000 экз. — ISBN 978-5-89572-044-8. (соавторы: Э. П. Б., Зайцев Д. В., Королёв А. А., Ченцова В. Г., А. Н. К., Турилов А. А., Лукашевич А. А., Маханько М. А.)
- Иоанн Кассиан Римлянин // Православная энциклопедия. — М., 2010. — Т. XXIV : Иоанн Воин — Иоанна Богослова Откровение. — С. 319–340. — 39 000 экз. — ISBN 978-5-89572-044-8. (часть статьи)
- Ипостась // Православная энциклопедия. — М., 2011. — Т. XXVI : Иосиф I Галисиот — Исаак Сирин. — С. 180-193. — 39 000 экз. — ISBN 978-5-89572-048-6.
- Исидор Севильский // Православная энциклопедия. — М., 2011. — Т. XXVII : Исаак Сирин — Исторические книги. — С. 224-238. — 39 000 экз. — ISBN 978-5-89572-050-9.
- Кассиодор // Православная энциклопедия. — М., 2013. — Т. XXXI : Каракалла — Катехизация. — С. 531-544. — 33 000 экз. — ISBN 978-5-89572-031-8.
- Кводвультдеус // Православная энциклопедия. — М., 2013. — Т. XXXII : Катехизис — Киево-Печерская икона „Успение Пресвятой Богородицы“. — С. 302-307. — 33 000 экз. — ISBN 978-5-89572-035-6.
- Кесарий // Православная энциклопедия. — М., 2013. — Т. XXXII : Катехизис — Киево-Печерская икона „Успение Пресвятой Богородицы“. — С. 522–535. — 33 000 экз. — ISBN 978-5-89572-035-6. (в соавторстве с А. Андреевым)
- Киприан Карфагенский // Православная энциклопедия. — М., 2013. — Т. XXXIII : Киево-Печерская лавра — Кипрская икона Божией Матери. — С. 658–676. — 33 000 экз. — ISBN 978-5-89572-037-0. (часть статьи)
- Коммодиан // Православная энциклопедия. — М., 2014. — Т. XXXVI : Клотильда — Константин. — С. 548–554. — 29 000 экз. — ISBN 978-5-89572-041-7.
- Крещение // Православная энциклопедия. — М., 2015. — Т. XXXVIII : Коринф — Крискентия. — С. 640–651. — 33 000 экз. — ISBN 978-5-89572-029-5. (часть статьи)
- Лактанций // Православная энциклопедия. — М., 2015. — Т. XXXIX : Крисп — Лангадасская, Литиская и Рендинская митрополия. — С. 701–716. — 33 000 экз. — ISBN 978-5-89572-033-2.
- Лев I Великий // Православная энциклопедия. — М., 2015. — Т. XL : Лангтон — Ливан. — С. 227–243. — 33 000 экз. — ISBN 978-5-89572-033-2. (часть статьи)
- Максим Исповедник // Православная энциклопедия. — М., 2016. — Т. XLIII : Максим — Маркелл I. — С. 68–76, 92–95. — 30 000 экз. — ISBN 978-5-89572-049-3. (часть статьи)
- Минуций Феликс // Православная энциклопедия. — М., 2017. — Т. XLV : Мерри Дель Валь — Михаил Парехели. — С. 339–342. — 39 000 экз. — ISBN 978-5-89572-052-3. (часть статьи)
- Немезий Эмесский // Православная энциклопедия. — М., 2017. — Т. XLVIII : Муромский в честь Успения Пресвятой Богородицы мужской монастырь — Непал. — С. 619–630. — 30 000 экз. — ISBN 978-5-89572-055-4.
- Ориген // Православная энциклопедия. — М., 2019. — Т. LIII : Онуфрий — Павел. — С. 219–227. — 39 000 экз. — ISBN 978-5-8957-2060-8. (часть статьи)
- Пелагий // Православная энциклопедия. — М., 2019. — Т. LV : Пасхальные споры — Петр Дамаскин. — С. 258–274. — 39 000 экз. — ISBN 978-5-89572-062-2. (часть статьи)
- Проспер Аквитанский // Православная энциклопедия. — М., 2020. — Т. LVIII : Православный Богословский институт прп. Сергия Радонежского — Псковский Снетогорский в честь Рождества Пресвятой Богородицы монастырь. — С. 427‒443. — 39 000 экз. — ISBN 978-5-89572-065-3.

- A. M. C. Casiday. Tradition and Theology in St John Cassian. Oxford University Press, 2007. 303 pp. // Вестник Православного Свято-Тихоновского Гуманитарного Университета. Богословие–философия. — М.: ПСТГУ, 2008. — № 21. — С. 109–111.
- В. В. Петров. Максим Исповедник: онтология и метод в византийской философии VII века. М.: Институт философии РАН, 2007. 200 с. // Вестник Православного Свято-Тихоновского Гуманитарного Университета. Богословие–философия. — М.: ПСТГУ, 2008. — № 21. — С. 116–120.
- Goodrich R. J. Contextualizing Cassian. Aristocrats, Asceticism and Reformation in fifth-century Gaul. Oxford; N.Y., Oxford University Press, 2007 (Oxford Early Christian Studies). X + 298 p. // Вестник Православного Свято-Тихоновского Гуманитарного Университета. Богословие–философия. — М.: ПСТГУ, 2009. — № 25. — С. 104—108.
- Green B. The Soteriology of Leo the Great. Oxford; N.Y., Oxford University Press, 2008 (Oxford Theological Monographs). XIII + 273 p. // Вестник Православного Свято-Тихоновского Гуманитарного Университета. Богословие–философия. — М.: ПСТГУ, 2009. — № 27. — С. 114—117.
- Ayres L. Augustine and the Trinity. Cambridge, N.Y., 2010 // Вестник Православного Свято-Тихоновского Гуманитарного Университета. Серия I: Богословие. Философия. — М.: ПСТГУ, 2012. — № 41. — С. 143—146.
- L. Ayres. Augustine and the Trinity. Cambridge, N.Y., 2010 // Вестник Православного Свято-Тихоновского Гуманитарного Университета. Серия I: Богословие. Философия. — № 41. — М., 2012. — С. 143—146
- Gerber Ch. T. The Spirit of Augustine’s Early Theology. Contextualizing Augustine’s Pneumatology. Farnham (Surrey, UK), Burlington (USA), 2012. XII, 221 p. // Вестник Православного Свято-Тихоновского Гуманитарного Университета. Серия I: Богословие. Философия. — № . 48. — М., 2013. — С. 153—156
- ΠΛΑΤΩΝΙΚΑ ΖΗΤΗΜΑΤΑ. Исследования по истории платонизма / Под общ. ред. В. В. Петрова. М.: Кругъ, 2013. 880 с. // Философия религии. Альманах. М.: ИФРАН, 2015. — С. 511—517

- Каноны Святых Апостолов = Вступительная статья, перевод и комментарии // Альфа и Омега. — 1998. — № 16. (то же в: Патристика, Нижний Новгород, 2001.)
- Св. Ипполит Римский. Слово против эллинов = Вступительная статья, перевод и комментарии // Альфа и Омега. — 1997. — № 13. (Патристика, Нижний Новгород, 2001.)
- Ориген Александрийский. Против Цельса. Книга V = Вступительная статья, перевод и комментарии // Богословский сборник Православного Свято-Тихоновского Богословского Института. — 1999—2001. — № 2—4, 7.
- Свт. Василий Великий. Слово на Святое Рождество Христово = Перевод и комментарии // Богословский сборник Православного Свято-Тихоновского Богословского Института. — 1999. — № 5.
- Лев Великий. Слово III на Рождество Господне = Перевод и комментарии // Альфа и Омега. — 2000. — № 25.
- Тертуллиан. Против Праксея = Вступительная статья, перевод (в соавторстве) и комментарии // Альфа и Омега. — 2001. — № 27—28.
- Блаженный Августин. О вере и символе = Вступительная статья, перевод (в соавторстве) и комментарии // Альфа и Омега. — 2002. — № 33.
- Преп. Максим Исповедник. О различных трудных местах (апориях). 103-я апория, перевод и комментарии // Богословский сборник Православного Свято-Тихоновского Богословского Института. — 2002. — № 11.
- Преп. Максим Исповедник. О различных трудных местах (апориях) (Продолжение) // Богословский сборник Православного Свято-Тихоновского Гуманитарного Университета. — 2005. — № 13.
- Блаженный Августин. О восьми вопросах Ветхого Завета = Вступительная статья, перевод и комментарии // Трактаты о различных вопросах.. — М.: Империум пресс, 2005.
- Преподобный Иоанн Дамаскин. Трактат о правомыслии = Вступительная статья, перевод и комментарии // Богословские труды. — 2009. — № 42. — С. 8—14.
- Северин Боэций. О кафолической вере // История философии. — М.: Институт философии РАН, 2010. — № 15. — С. 15–27.
- Гуго Сен-Викторский. О двух видах теологии = Предисловие, перевод и комментарии // Философия религии: Альманах 2008–2009. — М.: Языки славянских культур, 2010. — Вып. II. — С. 299—314.
- Марий Викторин. Против Ария. Книга III. Гл. 4-9 // Философия религии: Альманах. Выпуск III. Восточная литература. М., 2011. — С. 286—297
- Дэвид Брэдшоу. Аристотель на Востоке и на Западе. Пер. с англ. совместно с А. И. Кырлежевым. — М., 2012.
- Блаженный Августин. «Изъяснения Псалмов» Пс. 41.8. «О христианской науке» (Кн. I. Гл. 3-5). «О Троице» (Кн I. Гл IV; Кн. V. Гл. II, V; Кн. VI. Гл. V; Кн. VII. Гл. V—VI; Кн. VIII. Вступление; Кн. IX. Гл. III—IV, XI—XII; Кн. XV. Гл. XVII, XXI, XVII, XXVI). Перевод с латыни, комментарии // Святые Отцы и учители Церкви. Антология. Том 2. Золотой век святоотеческой письменности (начало IV — начало V вв.) / Под общей ред. митр. Волоколамского Илариона. — М., 2017. — С. 609, 644—655
- Блаженный Иероним Стридонский. Беседы на Псалмы. Пс. 108. Толкования на Послание ап. Павла к Галатам (Гл. 3. Ст. 14). Толкования на Послание ап. Павла к Ефесянам (Кн. I. Гл. 1. Ст. 7). Толкование на Послание ап. Павла к Титу (Кн. I. Гл. 1. Ст. 5). Толкование на Откровение (закл. фрагм.). Послания 15, 30, 120, 146. Перевод с латыни, комментарии // Святые Отцы и учители Церкви. Антология. Том 2. Золотой век святоотеческой письменности (начало IV — начало V вв.) / Под общей ред. митр. Волоколамского Илариона. — М., 2017. — С. 538—539, 543—546, 569—572, 580—583
- Марий Викторин. «О рождении Божественного Слова», «Против Ария», «Гимны о Троице» (фрагменты) Перевод с латыни, комментарии // Святые Отцы и учители Церкви. Антология. Том 2. Золотой век святоотеческой письменности (начало IV — начало V вв.) / Под общей ред. митр. Волоколамского Илариона. — М., 2017. — С. 514—532
- Новациан. «О Троице» (гл. 1, 2, 11, 29, 31). Перевод с латыни, комментарии // Святые Отцы и учители Церкви. Антология. Том 1. Церковная письменность доникейского периода (I — начало IV вв.) / Под общей ред. митр. Волоколамского Илариона. — М., 2017. — С. 321—334
- Тертуллиан. «Против Маркиона» (кн. 1. Гл. 3; Кн. 2. Гл. 5; Кн. 3. Гл. 8). «О душе» (гл. 22). «О поощрении целомудрия» (гл. 7). «О единобрачии» (гл. 8). Перевод с латыни, комментарии // Святые Отцы и учители Церкви. Антология. Том 1. Церковная письменность доникейского периода (I — начало IV вв.) / Под общей ред. митр. Волоколамского Илариона. — М., 2017. — С. 290—293, 305—306
- Ипполит Римский. «Против Ноэта» (гл. 8, 10, 11, 14). «Опровержение всех ересей» (кн. 10, гл. 33). Перевод с древнегреч., комментарии // Святые Отцы и учители Церкви. Антология. Том 1. Церковная письменность доникейского периода (I — начало IV вв.) / Под общей ред. митр. Волоколамского Илариона. — М., 2017. — С. 236—238
- пер. с лат.: Беда Досточтимый. Комментарии на начало Книги Бытия, или Шестоднев (Кн. 1) // Сочинения Беды Досточтимого и интеллектуальные традиции его эпохи / Под ред. М. С. Петровой. — М.: Издательство «Аквилон», 2020. — С. 419‒450. — ISBN 978-5-906578-51-8.

## Интервью
- Интервью с А. Р. Фокиным о его новой монографии на тему «Формирование тринитарной доктрины в латинской патристике» // Богослов.ру. — 11.04.2014.